# Comuna Ghiliceni, Telenești
Comuna Ghiliceni este o comună din raionul Telenești, Republica Moldova. Este formată din satele Ghiliceni (sat-reședință), Cucioaia și Cucioaia Nouă.

## Demografie
Conform datelor recensământului din 2014, comuna are o populație de 2.334 de locuitori. La recensământul din 2004 erau 2.624 de locuitori.

## Administrație și politică
Componența Consiliului local Ghiliceni (11 consilieri), ales la 5 noiembrie 2023, este următoarea:
|  | Partid                                        | Consilieri | Componență | Componență | Componență | Componență | Componență |
|  | --------------------------------------------- | ---------- | ---------- | ---------- | ---------- | ---------- | ---------- |
|  | Partidul Acțiune și Solidaritate              | 5          |            |            |            |            |            |
|  | Platforma Demnitate și Adevăr                 | 4          |            |            |            |            |            |
|  | Partidul Dezvoltării și Consolidării Moldovei | 1          |            |            |            |            |            |
|  | Partidul Liberal Democrat din Moldova         | 1          |            |            |            |            |            |